# Eistopf
Ein Eistopf war ein im 19. Jahrhundert erhältlicher Haushaltsgegenstand zur Aufbewahrung von Lebensmitteln, welcher auch in Butter- und Delikatessen-Geschäften Verwendung fand. Diese Einrichtung zeichnete sich im Gegensatz zur Eiskiste oder Eisschrank durch sparsamen Eisverbrauch, besser zu erhaltende Hygiene, platzsparende Bauweise und seine geringeren Anschaffungskosten aus. In kälterer Jahreszeit konnte der Eistopf auch einen Speiseschrank zur Aufbewahrung von Brot, Gebäck usw. ersetzen, weil Backwaren darin nicht austrockneten, sondern frisch gehalten werden konnten.

## Aufbau

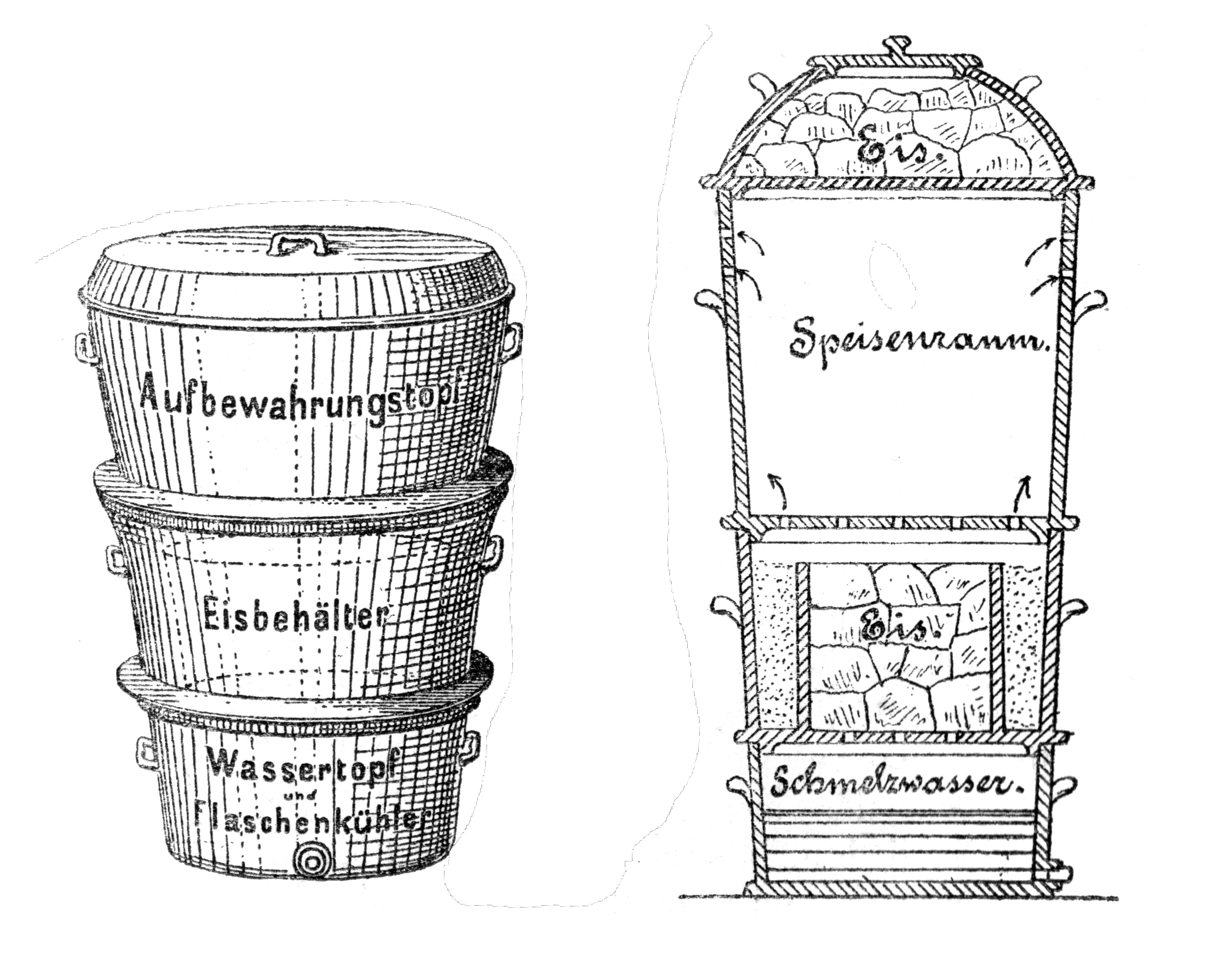
Eistöpfe

Der Eistopf bestand aus drei aufeinander passenden glasierten Tontöpfen, wobei der oberste Tontopf durch einen Deckel gegen äußere Temperatureinflüsse geschützt war. Dieser Deckel konnte einfach oder als hohler Doppeldeckel aufgebaut sein, so dass Eis in diesen topfartigen Deckel gefüllt werden konnte, was die Kühlleistung deutlich erhöhte.
Der obere zur Aufbewahrung von Speisen und Getränken dienende Speisenraum hatte einen Siebboden, d. h. der glasierte Tonboden war mit Löchern versehen, um die Lebensmittel möglichst nahe der Temperatur des Eises auszusetzen, aber nicht direkt mit ihm in Kontakt zu bringen. Aus hygienischen Gründen wurde der Kontakt mit dem oft verunreinigten Natureis vermieden.
Der mittlere Einsatz war ein Topf mit einer nach oben offenen Doppelwandung. Der nach innen gelegene Raum nahm das Eis auf und hat einen Siebboden, der das Schmelzwasser abfließen ließ. In der Doppelwandung war eine Kieselgurfüllung, welche als Isolierschicht zur äußeren Tonwand diente.
Das vom mittleren Behälter durch den Siebboden ablaufende Schmelzwasser wurde im untersten Topf aufgefangen. Dieses Behältnis hat einen durch Kork verschlossenen Abfluss, durch welchen man nach Bedarf das Schmelzwasser abfließen lassen konnte. Auch konnten im nicht keimfreien Schmelzwasser selbst noch gut verschlossene Flaschen oder Dosen aufbewahrt werden.

## Hersteller um 1896
Ernst Nöthling ordnet 1896 folgenden als bekannteren Hersteller ein:
- F. Feuerherd sen., Koswig in Anhalt